# نیترات اوره
اوره نیترات (به انگلیسی: Urea nitrate) با فرمول شیمیایی CH۵N۳O۴ یک ترکیب شیمیایی است؛ که جرم مولی آن ۱۲۳٫۰۶۸ g/mol می‌باشد.

## روش تهیه
در صورتی که بخواهید، نیترات اوره را درست بکنید، به وسائل و مواد زیر نیاز دارید.
وسایل لازم:
۱- بشر ۱ لیتری
۲- همزن شیشه‌ای
۳- قیف وپارچه صافی
۴- دماسنج
۵- ماسک و دستکش
مواد لازم:
۱- اسید نیتریک صنعتی ۲۲۵ سی سی
۲- اوره آزمایشگاهی یا کود اوره ۲۰۰ گرم
البته اگر از اوره آزمایشگاهی استفاده کنید، قدرت انفجاری آن کمی بیشتر می‌شود.

### شیوه تهیه
ابتدا اوره را دربشر ۱ لیتری ریخته و ،۳۰۰تا ۴۰۰ سی سی آب را به بشر اضافه می‌کنیم و آن را با همزن شیشه‌ای به هم می‌زنیم تا  کاملاً در آب حل شود.وقتی اوره کاملاً در آب حل شد اسید نیتریک را کم‌کم به بشر اضافه می‌کنیم به نحوی که دما از ۳۰ تا ۴۰ درجه سانتی‌گراد بالاتر نرود.بعد از اضافه کردن کامل اسید نیتریک، ده دقیقه صبر می‌کنیم. سپس نیترات اوره را که در ته بشر ته‌نشین شده، با استفاده از قیف و پارچه فیلتر می‌کنیم.
برای شستشوی دانه‌های نیترات اوره، از نا خالصی، مجددا مقداری آب را روی آن می‌ریزیم. مقدار آب نباید زیاد باشد و بیشتر از دو بار نیترات اوره را با آب شستشو ندهید، زیرا آب، نیترات اوره را در خود حل می‌کند و نیترات اوره به هدر می‌رود.
نیترات اوره را درون ظرفی پهن می‌کنیم (درون ظرف پلاستیکی) تا کاملاخشک شود. رنگ‌دانه‌های نیترات اوره سفید متمایل به صورتی می‌باشد.
حساسیت نیترات اوره خیلی کم می‌باشد. از نظر نگهداری هیچ مشکلی ندارد، فقط برای انفجار آن باید از یک بوستر (تقویت کننده) یا به عبارتی یک بمب کوچک استفاده کرد، زیرا نیترات اوره خیلی غیر حساس می‌باشد و با یک چاشنی منفجر نمی‌شود.
برای انفجار ۱۲ کیلو نیترات اوره می‌باید از بوستر۱۰۰ تا ۲۰۰ سی سی مایرول، یا ۱۰۰ گرم ار دی ایکس یا ۱۰۰ گرم پتن استفاده کرد.
انفجار ۱۰ تا ۱۵ کیلو نیترات اوره نسبتاً قدرتمند می‌باشد ولی قدرت انفجاری آن از ۵ تا ۱۰ لیتر مایرول کمتر است.
برای بدست آوردن مقدار بیشتر نیترات اوره می‌توانید نسبت‌ها را چند برابر کنید. مثلاً ۱ کیلو اوره را در آب حل کنید و ۱۱۰۰ سی سی نیتریک اسید را به آن اضافه کنید.